# Побекнур
 Побекнур  — деревня в Яранском районе Кировской области в составе Шкаланского сельского поселения.

## География
Расположена на расстоянии примерно 16 км по прямой на юг от города Яранск.

## История
Упоминается с 1802 года как деревня с 14 дворами ясашных крестьян, в 1873 году здесь (Побетур или Побекнур) дворов 20 и жителей 145, в 1905 (Побекнур) 52 и 305, в 1926 (починок Побекнур) 62 и 302 (212 мари), в 1950 57 и 201, в 1989 88 жителей.

## Население
Постоянное население составляло 47 человек (мари 87%) в 2002 году, 28 в 2010.